# Teatre Municipal (Balaguer)
El Teatre Municipal de Balaguer és una sala d'espectacles situada en els números 24-26-28 de carrer Àngel Guimerà de la població de Balaguer.
El nou teatre s'ha cosntruït amb tapia de terra crua, combinant les tècniques constructives més antigues amb les tecnologies d’última generació.
Disposa d'una platea de 500 seients i d'un amfiteatre de 207 seients. La superfície d'aquest equipament cultural supera els 2.000 m². La boca de l'escenari és de 12 m.